# Chàng đá
Chàng đá (tên khoa học: Hylarana cubitalis) là một loài ếch trong họ Ranidae. Chúng được tìm thấy ở nam Trung Quốc, bắc Lào, đông Myanmar, rải rác nhiều nơi ở Thái Lan, Lào và Việt Nam.

## Mô tả
Chàng đá có chiều dài thân 51,8–58,8 mm ở con đực và 60,4 mm ở con cái; chai sinh dục ở con đực phát triển ở gốc ngón tay và bên trong cánh tay; da ở lưng và mặt trên đầu nhẵn, nếp da lưng sườn rõ; phần trên màu nâu vàng; môi trên trắng; màng nhĩ màu nâu; sườn màu xám với các đốm đen; bụng trắng.
Các môi trường sống tự nhiên của chúng là các khu rừng ẩm ướt đất thấp nhiệt đới hoặc cận nhiệt đới và sông. Loài này không được xem là bị đe dọa theo IUCN.

## Hình ảnh

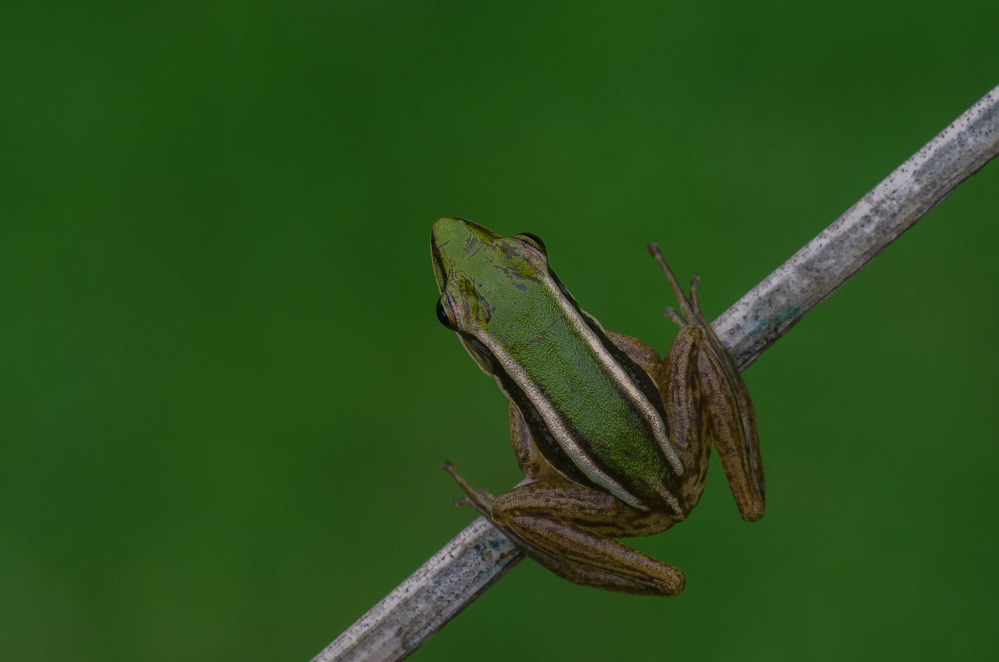
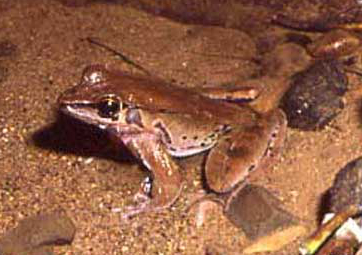